# Terminator 3 - Le macchine ribelli
Terminator 3 - Le macchine ribelli (Terminator 3: Rise of the Machines) è un film del 2003 diretto da Jonathan Mostow.
È il terzo capitolo della saga di Terminator dopo Terminator e Terminator 2 - Il giorno del giudizio. Il film vede Arnold Schwarzenegger interpretare nuovamente il Terminator, inviato indietro nel tempo dalla Resistenza per proteggere John Connor e Katherine Brewster dalla T-X, una Terminatrix avanzata inviata da Skynet per ucciderli.
James Cameron, creatore del franchise e regista e co-sceneggiatore dei primi due episodi, non fu coinvolto nella realizzazione del film. Proiettato in anteprima a Westwood il 30 giugno 2003 e distribuito in America del Nord dalla Warner Bros. il 2 luglio, il film fu generalmente ben accolto dalla critica e fu un successo finanziario, incassando oltre 433 milioni di dollari. Fu seguito nel 2009 da un quarto film, Terminator Salvation.

## Trama
Nel 2004, John Connor vive a Los Angeles come un senzatetto dopo la morte di sua madre Sarah. Sebbene una guerra tra umani e macchine non si sia verificata il 29 agosto 1997 come predetto, John la teme ancora ed è perseguitato dagli incubi. Rifiutando il suo destino di salvatore dell'umanità, si nasconde da Skynet.
Incapace di rintracciare John, Skynet manda nel 2004 un nuovo modello di Terminator di sembianze femminili chiamato T-X per uccidere i futuri luogotenenti della Resistenza. T-X è più avanzata dei precedenti Terminator: ha un endoscheletro con armamenti incorporati, un esterno in metallo liquido simile al T-1000 (con cui condivide la capacità di assumere l'aspetto di altri oggetti e persone con un semplice tocco) e può riprogrammare altre macchine dopo l'iniezione di nanorobot. Questo modello è inoltre progettato per eliminare altre macchine, poiché Skynet sa che la Resistenza ha inviato un Terminator modello 101 riprogrammato per proteggere John e la sua futura moglie Katherine Brewster.
Dopo aver ucciso diversi altri bersagli, T-X individua Kate e John in una clinica veterinaria, dove Kate ha sorpreso John a rubare medicinali. I due fuggono con l'aiuto del Terminator. Il giorno dopo il Terminator li porta in un mausoleo dove la madre di John è presumibilmente sepolta. All'interno della sua bara trovano diverse armi lasciate su richiesta di Sarah (che è stata cremata dai suoi amici) nel caso in cui si fosse verificato il giorno del giudizio. Arriva la polizia e ne consegue una sparatoria. Anche T-X li insegue, ma fuggono. Il Terminator rivela che le azioni di John e di sua madre hanno solo ritardato il giorno del giudizio, e che la sua missione è quella di guidare John e Kate in Messico per sfuggire alla strage quando Skynet inizierà il suo attacco nucleare alle 18.18 di quel giorno. John ordina al Terminator di portarli dal generale Robert Brewster, il padre di Kate che sta sovrintendendo la costruzione di Skynet dopo che la Cyberdyne Systems è saltata in aria, minacciando di uccidersi se si rifiuterà di eseguire l'ordine. Il Terminator scopre il bluff di John, ma accetta di accompagnarli dopo che Kate gli ordina di farlo. Il Terminator rivela quindi di aver ucciso John il 4 luglio 2032; Kate lo ha rimandato indietro nel tempo dopo averlo catturato e riprogrammato, e lei è l'unica che può dargli ordini.
Nel frattempo, in una base dell'aeronautica, il generale Brewster affronta le pressioni del capo dello stato maggiore congiunto per attivare Skynet in modo da fermare un anomalo virus informatico di origine sconosciuta che sta invadendo tutto il mondo; non sa che il virus è in realtà Skynet che sta prendendo il controllo. John e Kate arrivano troppo tardi per impedire a Skynet di essere attivato, e le sue macchine iniziano ad attaccare lo staff di Brewster. Quest'ultimo viene mortalmente ferito da T-X, che è arrivata prima di John, Kate e il Terminator. Prima di morire, Brewster dà a Kate e John dei codici e il luogo in cui John crede sia il nucleo del sistema di Skynet. John e Kate vanno a prendere il biplano di Brewster; la loro destinazione è Crystal Peak, una base militare costruita nella Sierra Nevada. T-X viene impegnata dal Terminator, che rimane gravemente danneggiato e riprogrammato per uccidere John e Kate. T-X insegue John e Kate attraverso la base militare, ma rimane intrappolata quando viene attivato un acceleratore di particelle e il campo magnetico la attrae ad esso. Il Terminator, incapace di controllare le sue funzioni esterne ma ancora consapevole, attacca John e Kate prima che John lo convinca a respingere il controllo di T-X. Il Terminator interrompe deliberatamente il suo sistema corrotto, consentendo a John e Kate di prendere il volo. Poco dopo la loro partenza, il sistema del Terminator si riavvia.
John e Kate raggiungono Crystal Peak e iniziano a inserire i codici di accesso per ottenere l'ingresso, quando T-X arriva in elicottero. Proprio mentre sta per attaccare, il Terminator riavviato arriva in un secondo elicottero e si schianta contro T-X, schiacciandola. T-X esce dal relitto ormai completamente priva del suo avvenente aspetto da donna e tenta di trascinarsi dentro il bunker per seguire John e Kate. Il Terminator tiene aperto il bunker abbastanza a lungo da permettere a John e Kate di chiuderlo, quindi usa una delle sue pile all'idrogeno per distruggere sé stesso e T-X.
John e Kate scoprono che la struttura non è il nucleo di Skynet, ma un rifugio antiatomico nucleare e una struttura di comando per funzionari governativi e militari. Skynet non ha un nucleo ed è diventato una parte del cyberspazio dopo la sua auto-consapevolezza. Il giorno del giudizio inizia quando Skynet lancia missili nucleari in tutto il mondo, dando il via a un olocausto nucleare che uccide miliardi di persone. John e Kate iniziano a ricevere trasmissioni radio sull'apparecchiatura di emergenza; John assume provvisoriamente il comando rispondendo alle chiamate radio, e i due accettano a malincuore il loro destino.

## Produzione

### Acquisizione dei diritti

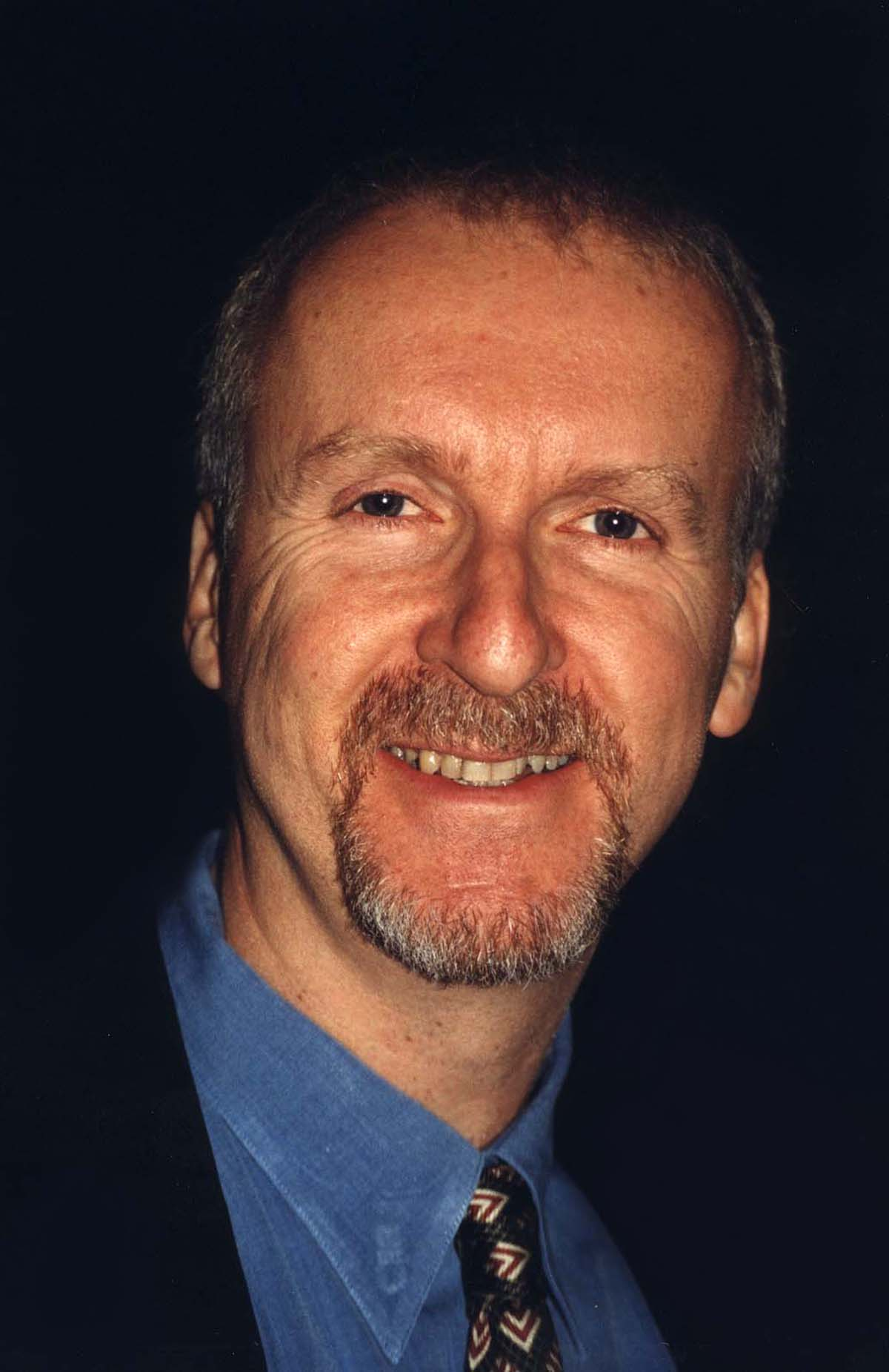
James Cameron nel 2000

Nel luglio 1991, mentre Terminator 2 - Il giorno del giudizio era nei cinema, James Cameron disse che se il film avesse avuto successo allora "potrebbe esserci una certa pressione economica" per fare un sequel. Nello stesso mese, la produttrice esecutiva Gale Anne Hurd dichiarò: "Ho sempre pensato che la storia si prestasse meravigliosamente ad essere un racconto continuo". Credeva fosse naturale che potesse esserci un terzo film, ma non era sicura in quel momento se Arnold Schwarzenegger avrebbe ripreso il suo ruolo di Terminator. Disse che Schwarzenegger, per impegnarsi per un altro film, avrebbe dovuto leggere una sceneggiatura finita, approvare un regista e vedere se il progetto rientrava nel suo programma. Nel maggio 1992 il co-fondatore della Carolco Pictures, Mario Kassar, dichiarò di aspettarsi di girare Terminator 3 entro i successivi 5-7 anni. La TriStar Pictures, che distribuiva Terminator 2, sarebbe stata coinvolta nel nuovo film. Quel mese, il capo della TriStar Mike Medavoy disse che il film avrebbe probabilmente impiegato un paio d'anni.
Alla fine del 1995 la Carolco andò in bancarotta e Cameron voleva dirigere un terzo film con il coinvolgimento della 20th Century Fox. L'attrazione in 3D di Cameron T2-3D: Battle Across Time aprì nel 1996. Il progetto riuniva il cast principale di Terminator 2 e spinse Cameron a iniziare a scrivere una sceneggiatura per Terminator 3. Cameron dichiarò che l'attrazione sarebbe servita da "trampolino di lancio" verso un terzo film di Terminator. Tuttavia, un film del genere non sarebbe stato pronto per alcuni anni poiché Cameron era impegnato a lavorare su Titanic per la 20th Century Fox.
Quando Carolco presentò istanza di fallimento il 10 novembre 1995, le sue attività furono vincolate a un'asta di liquidazione. Quel giorno la 20th Century Fox firmò un accordo da 50 milioni di dollari per acquisire tutte le attività della Carolco, compresi i diritti sui sequel di Terminator, nonché la cineteca esistente dell'azienda. La Fox ritirò la sua offerta nel gennaio 1996, quando Canal+ offrì 58 milioni per la cineteca della Carolco. L'offerta di Canal+ non includeva l'acquisto dei diritti per i sequel dei film Carolco, ma la Fox voleva tutte le risorse della Carolco e non era disposta a eguagliare o superare l'offerta fatta da Canal+. I diritti del sequel sarebbero infine stati messi all'asta dal tribunale fallimentare degli Stati Uniti, dove la Fox intendeva acquistarli.
Il nuovo film di Terminator avrebbe visto Schwarzenegger riprendere il suo ruolo. Anche Linda Hamilton aveva parlato con Cameron della possibilità di riprendere il suo ruolo di Sarah Connor. Nel 1997 la Fox trascorse nove mesi a negoziare con Cameron, Schwarzenegger e Hurd, quest'ultima per quanto riguarda la sua parte dei diritti sul sequel. Bill Mechanic, presidente della Fox Filmed Entertainment, supervisionò il progetto e le trattative. Mechanic voleva che il trio fosse coinvolto nel nuovo film, quindi cercò di assicurarsi accordi con loro prima di procedere con un acquisto dei diritti della Carolco. Mechanic riteneva inoltre che un accordo con il trio gli avrebbe dato la necessaria leva con il tribunale fallimentare degli Stati Uniti per acquisire i diritti dalla Carolco. Cameron si impegnò a scrivere e produrre il film e si riservò il diritto di dirigerlo nel caso in cui volesse farlo.
La Fox intendeva realizzare il nuovo film di Terminator con un budget simile al suo predecessore, circa 95 milioni. Tuttavia fu stabilito che il film non poteva essere realizzato con il budget previsto se si consideravano i costi aggiuntivi per l'acquisto dei diritti della Carolco, nonché lo stipendio di 25 milioni desiderato da Schwarzenegger. A un certo punto Schwarzenegger aveva proposto a Cameron di acquistare i diritti insieme, ma Cameron non era interessato a questa idea e voleva lasciare che la Fox gestisse i diritti. Schwarzenegger disse della Fox: "Solo in seguito ho appreso che stavano facendo queste ridicole offerte al ribasso, tipo 750.000 dollari. Avremmo potuto possederli da soli, ma Jim non voleva essere coinvolto in quel settore".

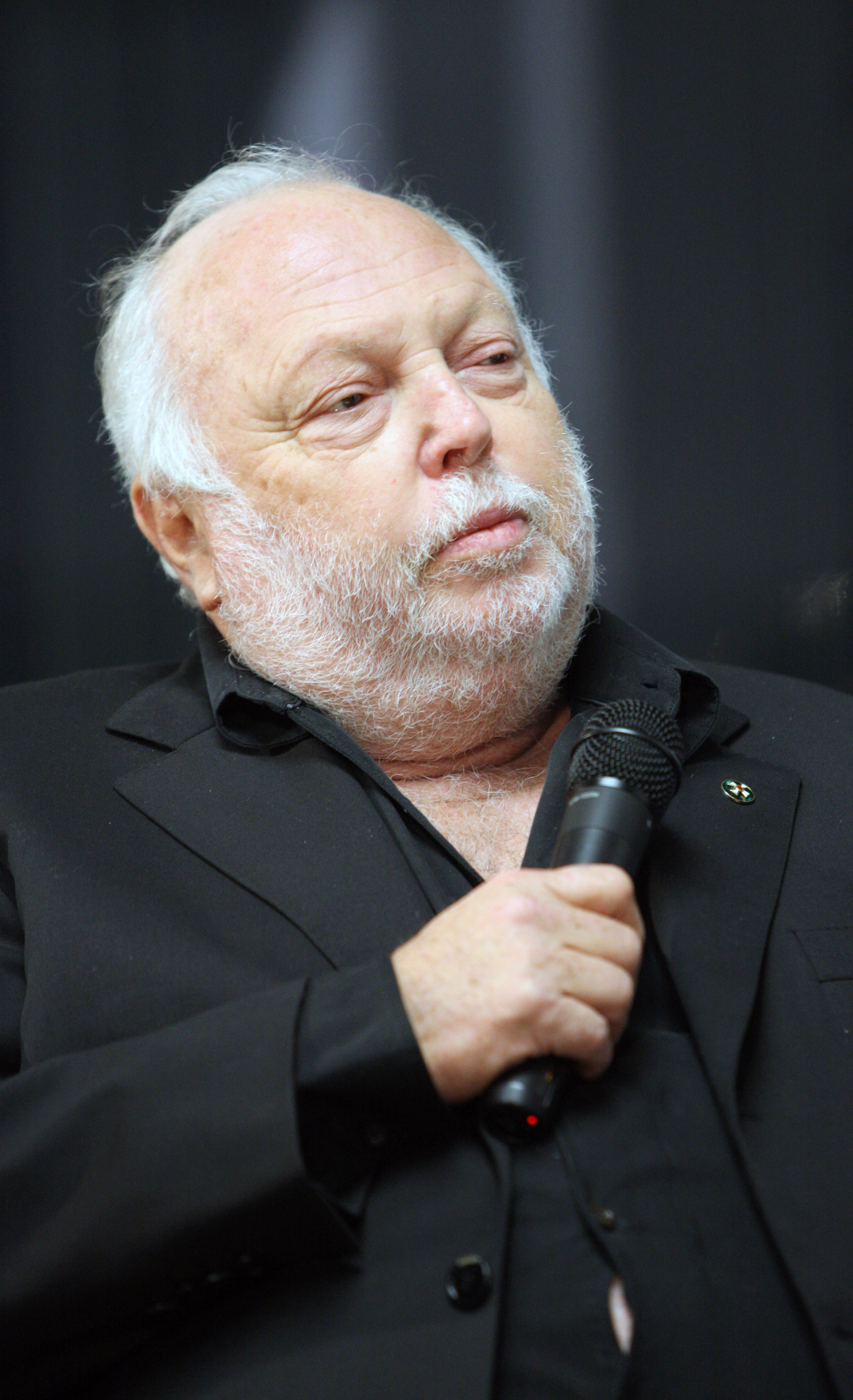
Andrew G. Vajna nel 2013

La Dimension Films, una divisione della Miramax, accettò di acquistare i diritti di proprietà di Hurd e intendeva acquistare i diritti della Carolco attraverso l'asta. Tuttavia, un giudice si pronunciò contro una mozione precedente in cui si affermava che solo uno studio affermato avrebbe potuto fare offerte per i diritti della Carolco. Ciò consentì ad Andrew G. Vajna (ex socio di Kassar) di partecipare all'offerta.
Nel settembre 1997 Cameron invitò i suoi amici Vajna e Kassar a vedere un montaggio preliminare di Titanic; durante la proiezione Vajna e Kassar appresero che i diritti di Terminator erano ancora disponibili. Quel mese, Mechanic scoprì che Vajna stava silenziosamente negoziando con il tribunale fallimentare per acquisire i diritti per se stesso e Kassar; il duo aveva in programma di formare una nuova società di produzione che avrebbe debuttato con Terminator 3. Nel settembre 1997 Vajna firmò un accordo provvisorio di 7,5 milioni per l'acquisto dei diritti, che dovevano essere venduti successivamente in un'asta prevista per il mese successivo. Mechanic fu irritato nell'apprendere l'accordo di Vajna, dopo aver trascorso mesi in trattative con Schwarzenegger, Cameron e Hurd. Anche Cameron si irritò, poiché Vajna e Kassar non avevano menzionato la loro intenzione di acquistare i diritti durante il loro precedente incontro. Ciò avrebbe portato al deterioramento della loro amicizia. Vajna in seguito dichiarò di non essere a conoscenza del fatto che Cameron stesse già pianificando Terminator 3. La Miramax rinunciò all'offerta quando Vajna aumentò la sua a 8 milioni.
Nell'ottobre 1997 le preoccupazioni sul budget per Terminator 3 e la problematica post-produzione di Titanic incontrata da Cameron per la Fox portarono entrambi ad abbandonare il progetto Terminator e a non perseguire i diritti. Mechanic aveva chiesto a Cameron se volesse che la Fox superasse Vajna, ma Cameron decise che non voleva essere coinvolto nel progetto. Mechanic credeva che Cameron "fosse rimasto lì da solo alla fine a causa di Arnold e del controllo qualità. Era una cosa che Arnold avrebbe sempre voluto rifare. Punto. E Jim era più che felice di farla". Cameron diede la sua approvazione a Hurd e Schwarzenegger per realizzare un altro film di Terminator senza di lui, sebbene Schwarzenegger non volesse girare il film senza Cameron, e inizialmente si rifiutò di recitare nel terzo film.
Nel corso del tempo Schwarzenegger avrebbe continuato a cercare di coinvolgere Cameron nel nuovo film. Nel 2003 Cameron dichiarò di aver già raccontato l'intera storia con i suoi primi due film di Terminator, cosa di cui si era reso conto durante la post-produzione di Titanic.  Cameron in seguito dichiarò: "Sentivo solo che come cineasta forse avrei potuto andare oltre. Non ero molto interessato. Mi sembrava di aver raccontato la storia che volevo raccontare. Suppongo che avrei potuto perseguirla in modo più aggressivo e cadere al tappeto per questo, ma mi sentivo come se stessi lavorando in casa di qualcun altro in una certa misura perché avevo venduto i diritti molto presto". Tuttavia, ritenendo che il personaggio di Terminator fosse tanto di Schwarzenegger quanto suo, Cameron alla fine consigliò a Schwarzenegger di girare il terzo film senza di lui, dicendo: "Se riescono a trovare una buona sceneggiatura e ti pagano un sacco di soldi, non pensarci due volte". Il film era molto richiesto secondo Schwarzenegger, il quale affermò che nelle interviste gli veniva spesso chiesto della possibilità di un terzo film.
Nell'ottobre 1997 i diritti sui futuri film di Terminator furono venduti all'asta a Vajna per 8 milioni. Hurd si era opposta al tentativo di Vajna di acquistare i diritti e aveva tentato senza successo di far cambiare idea a Cameron. La notte in cui i diritti furono messi all'asta, Vajna contattò Cameron e Schwarzenegger per risolvere la situazione. Vajna fu sorpreso che Cameron fosse arrabbiato per i diritti venduti, e in seguito disse: "Che differenza fa per Jim chi sta finanziando il film, se uno studio o noi? Il suo accordo sarebbe stato lo stesso. Arnold ha cercato di convincere Jim a fare il film per un lungo periodo di tempo. Arnold si è sentito molto leale". Vajna disse che Cameron "ritenne che 'avessimo rubato il suo bambino', anche se siamo quelli che lo hanno messo insieme l'ultima volta. Quindi abbiamo pensato che fosse strano e così abbiamo continuato a farlo da soli".
Nel gennaio 1998 Cameron disse che era improbabile che dirigesse Terminator 3. Nel marzo 1998 Vajna e Kassar acquisirono la metà dei diritti di Terminator di Hurd per 8 milioni, diventando completamente proprietari del franchise, con piani per procedere con Terminator 3. Hurd infine fece da produttrice esecutiva del film. Kassar e Vajna contattarono Cameron con la speranza che l'avrebbe diretto, ma il regista si rifiutò. Secondo Kassar, Cameron stava cercando di ottenere i diritti di Terminator messi all'asta al momento in cui gli era stato chiesto di dirigere. Cameron e la sua società, la Lightstorm Entertainment, avevano preso in considerazione l'idea di cercare di ottenere i diritti, ma alla fine avevano deciso di non farlo; era stato stimato che acquisire i diritti e pagare Schwarzenegger per riprendere il suo ruolo sarebbe potuto costare fino a 100 milioni.

### Pre-produzione
Nel 1999 Kassar e Vajna stavano negoziando con vari studi per collaborare sul progetto, ma alla fine decisero di finalizzare prima il concept e la sceneggiatura del film. Fondarono la C2 Pictures in quell'anno e, nell'ottobre 1999, portarono la Toho-Towa e la società tedesca VCL a bordo del progetto come co-finanziatrici. Queste ultime società contribuirono a finanziare lo sviluppo di una sceneggiatura di Tedi Sarafian, che fu assunto per nel 1999, insieme a David C. Wilson per un possibile quarto film. La Fox discusse con Vajna e Kassar sull'acquisto dei diritti da loro per Cameron. Mechanic disse che queste discussioni non furono mai serie. Fu anche riferito che la Fox e Cameron avevano discusso con Vajna e Kassar per collaborare nella produzione. Vajna e Kassar alla fine accettarono una proposta della Fox, ma essa cadde in pezzi una volta che Toho-Towa e VCL furono introdotte nel progetto, poiché queste ultime società acquistarono i diritti di distribuzione per Giappone e Germania, i più grandi mercati al di fuori degli Stati Uniti. Kassar e Vajna intendevano procedere col film con o senza Schwarzenegger, sebbene Kassar preferisse che fosse coinvolto. Le riprese sarebbero dovute iniziare nel 2000 per l'uscita nell'anno successivo.
Nel marzo 2000 fu annunciato che la VCL avrebbe avuto una partecipazione del 25% nel film, così come i diritti nei territori di lingua tedesca. All'epoca, Sarafian era a pochi giorni dal completamento della bozza e Kassar sperava di annunciare un regista entro 45 giorni. Le riprese sarebbero dovute iniziare più tardi nello stesso anno, con un'uscita prevista per il quarto trimestre del 2001. Kassar voleva che Terminator 3 e Terminator 4 venissero girati consecutivamente, possibilmente con registi diversi. I piani per girare il film e il suo sequel simultaneamente furono successivamente abbandonati, nel caso Terminator 3 non avesse avuto successo. In seguito l'avvio della produzione di Terminator 3 fu ritardata di un anno.
La sceneggiatura di Sarafian, intitolata T-3: Rise of the Machines, vedeva John Connor che lavorava in una società dot-com. Il cattivo della sceneggiatura era il T-1G, un Terminator femminile inviato dal futuro con l'abilità di diventare invisibile. Nel luglio 2000 Cameron aveva ricevuto una copia della sceneggiatura di Sarafian, ma si rifiutò di dirigere il film a causa dell'interruzione dei rapporti con Vajna e Kassar. Cameron in seguito dichiarò di essersi rifiutato di dirigere o produrre Terminator 3 perché non gli piaceva l'idea di lavorare dalla sceneggiatura di qualcun altro su una storia che aveva creato lui. Secondo Schwarzenegger, Cameron rifiutò il coinvolgimento nel progetto perché non voleva impegnarsi per un lasso di tempo, dato che aveva altri progetti che voleva esplorare. Altri registi considerati nel 2000 includono Ang Lee, Christian Duguay, David Fincher, Ridley Scott e Roland Emmerich. Lee rifiutò il progetto per dirigere invece Hulk (2003). La Intermedia fu annunciata come co-finanziatrice nell'ottobre 2000.
Sebbene la lavorazione fosse programmata per iniziare nel 2001, fu ritardata in previsione di uno sciopero degli sceneggiatori che alla fine non si verificò. Ci fu anche la possibilità di uno sciopero degli attori e le riprese furono programmate per iniziare dopo che si fosse concluso. Nel marzo 2001 Jonathan Mostow e il suo partner di produzione Hal Lieberman erano in trattative per partecipare al progetto rispettivamente come regista e produttore. Mostow dichiarò di non essere stato "timido" quando iniziò a lavorare al progetto; come in seguito ricordò, "Ho detto: 'Ecco il film che farò, ecco come lo farò. Se non volete farlo a modo mio, dovreste trovare un regista diverso'". Mostow espresse preoccupazione per la sceneggiatura di Sarafian e si rifiutò di iniziare le riprese fino a quando non fosse perfezionata.
Mostow invitò i suoi compagni di college John Brancato e Michael Ferris a rielaborare la sceneggiatura; firmarono per riscriverla nel giugno 2001. Sarafian fu comunque accreditato come coautore del soggetto, anche se gran parte della sua bozza fu riscritta e vennero aggiunte scene per renderlo più un road movie, soddisfacendo la visione di Mostow. Brancato affermò che era stata inizialmente presa in considerazione l'idea di ignorare il format di base dei film precedenti rimuovendo aspetti del viaggio nel tempo e macchine killer dal futuro: "Abbiamo provato tutti i tipi di scenari stravaganti [...] Ma ad essere sinceri non funzionava proprio". L'idea di una Terminator femminile fu mantenuta dalla bozza di Sarafian, sebbene a Mostow non piacesse l'idea che il personaggio potesse diventare invisibile, dicendo: "Non è viscerale". Il film fa un sottile riferimento all'età di Schwarzenegger descrivendo il suo personaggio come un Terminator obsoleto rispetto alla T-X. Mostow disse: "È sempre bello se puoi fare in modo che il tuo protagonista o eroe venga completamente sorpassato".
Nel dicembre 2001 diverse società gareggiarono per i diritti di distribuzione del film. I capi di ogni major furono invitati quel mese a una riunione segreta in una stanza d'albergo per leggere la sceneggiatura e fare offerte per i diritti. La Fox si rifiutò di partecipare all'incontro, per lealtà verso Cameron. La Warner Bros. vinse i diritti di distribuzione negli Stati Uniti, con l'inizio delle riprese previsto per l'aprile 2002. La Columbia TriStar Film Distributors acquisì successivamente la maggior parte dei diritti di distribuzione internazionale, compresi quelli che sarebbero stati gestiti da VCL che all'epoca soffriva finanziariamente.
Il budget di produzione del film fu inizialmente fissato a 169-170 milioni di dollari, rendendolo il film più costoso mai approvato fino ad allora. Il budget avrebbe incluso il pagamento dei debiti della Carolco, oltre a uno stipendio di 5 milioni per Mostow e uno record di 30 milioni per Schwarzenegger. I diritti di distribuzione furono venduti per 145 milioni, mentre i restanti 25 milioni sarebbero stati coperti da Vajna, Kassar e Intermedia. Le dichiarazioni di bilancio per il film portarono il costo finale a 187,3 milioni (o 167,3 milioni esclusi i costi generali), mantenendolo come il film più costoso mai realizzato fino a quel momento. Gli accordi di pubblicità indiretta, con aziende come PepsiCo e Toyota, contribuirono a rigenerare i profitti. Ad esempio, il film presenta in primo piano il nuovo camion Toyota Tundra. Schwarzenegger ricevette uno stipendio record di 29,25 milioni più il 20% degli utili, anche se accettò di differire parte del suo stipendio per impedire il trasferimento del set a Vancouver da Los Angeles. Inizialmente, le riprese sarebbero dovute durare 100 giorni, di cui 62 a Vancouver e 38 a Los Angeles. Il cast e la troupe erano generalmente d'accordo sul fatto che non volessero trasferirsi dalla California, quindi 8 milioni furono tagliati dal budget, permettendo che le riprese si svolgessero interamente nello stato. Un altro vantaggio delle riprese a Los Angeles è che il film è ambientato lì. Nel febbraio 2002 fu annunciato che le riprese si sarebbero svolte interamente in California.

### Cast

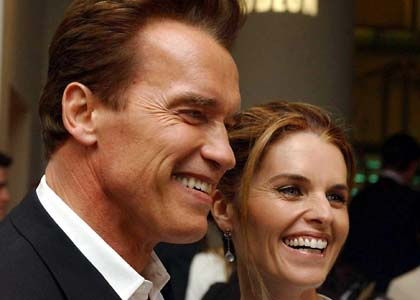
Schwarzenegger con la moglie Maria Shriver all'anteprima del film

- Arnold Schwarzenegger interpreta il Terminator. Schwarzenegger aderì al progetto nel giugno 2000,[63][64] dopo aver letto la bozza di Sarafian.[18] Quando Schwarzenegger fu chiamato nell'ufficio di Kassar e Vajna nell'aprile del 2001, non si aspettava che avrebbero menzionato Terminator 3, dato il lungo periodo trascorso dal film nel development hell. Voleva invece parlare con i produttori dei suoi interessi politici, inclusa una potenziale candidatura come governatore della California alle elezioni del 2002. Tuttavia, la pre-produzione stava andando avanti, con la sceneggiatura quasi terminata e accordi fissati sia per il merchandising che per la distribuzione. Schwarzenegger rinviò i suoi piani governativi, che alla fine si concretizzarono con le elezioni governatoriali in California del 2003. L'attore combinò invece la produzione del film con la promozione della Proposition 49, che sosteneva una maggiore attività extracurricolare nelle scuole della California. A volte Schwarzenegger ricevette persino politici, giornalisti e potenziali finanziatori della proposta sul set cinematografico.[65] Durante la pre-produzione, Schwarzenegger si allenò quotidianamente per prepararsi al ruolo, per ottenere la stessa forma fisica in cui si trovava quando aveva girato i film precedenti.[66] Egli riteneva che ciò fosse importante, dicendo: "Altrimenti, la gente avrebbe detto: 'L'ha persa; è tutto cadente e flaccido', e tutti avrebbero parlato solo di questo. Non volevo essere digitalizzato, perché qualcuno avrebbe parlato e sarebbe finito su tutti i giornali. Quindi ho semplicemente lavorato di più".[16]
- Nick Stahl interpreta John Connor. Edward Furlong, che aveva interpretato il personaggio in Terminator 2 - Il giorno del giudizio, firmò nell'agosto 2000 per riprendere il ruolo.[36][67] Tuttavia, nel dicembre 2001 iniziò il casting per un nuovo attore in sostituzione di Furlong,[68] che era stato estromesso dal progetto a causa di un problema di tossicodipendenza.[69][70] Furlong fu rimosso dalla Warner Bros., preoccupata che i suoi noti problemi di droga potessero compromettere il progetto.[16] Furlong in seguito dichiarò "Non so [cosa sia successo]. Semplicemente non era il momento. Stavo attraversando i miei problemi a quel punto della mia vita – in ogni caso, semplicemente non doveva succedere".[69] Secondo Mostow, Furlong sarebbe stato preso in considerazione, ma il regista avrebbe voluto ricominciare da zero con un nuovo attore, dato che John sarebbe stato descritto come "un personaggio molto diverso ora".[71] Mostow descrisse il personaggio come qualcuno che ha portato l'onere di essere un leader nel futuro, dicendo che "è molto solo perché nessun altro al mondo lo sa o ci crede. Anche se avesse provato a spiegarlo a qualcuno, sarebbe stato preso per pazzo e questo è un personaggio davvero interessante".[72] Mostow voleva che il personaggio avesse un'anima e credeva che Nick Stahl fosse l'attore giusto per il ruolo.[71] Sebbene John Connor fosse stato scritto come un bambino di 10 anni nella sceneggiatura di Terminator 2, Furlong in realtà era più vecchio di molti anni. Per Terminator 3, Mostow si chiese se l'età attuale del personaggio dovesse essere fedele a ciò che era stato scritto in precedenza. Dopo alcune considerazioni, Mostow scelse di rendere il personaggio leggermente più vecchio per Terminator 3, per essere coerente con l'età reale di Furlong. Il film afferma che John aveva 13 anni durante gli eventi del film precedente. Mostow affermò di aver cercato di evitare il più possibile la differenza di età nel film.[71] Alcuni fan rimasero delusi dalla decisione di sostituire Furlong,[71] e altri furono alienati dal cambio di età.[73] Stahl fu scelto all'inizio del 2002,[74] dopo circa cinque audizioni e tre provini.[75] Altri attori considerati per il ruolo di John Connor includono Shane West, Jake Gyllenhaal[76][77] e Logan Marshall-Green.[78] Per il film Stahl si addestrò con le armi e imparò a guidare una motocicletta.[66]
- Claire Danes interpreta Katherine Brewster. Inizialmente Mostow non riuscì a coinvolgere l'attrice,[71][79] così fu scelta Sophia Bush, il cui casting fu quello di cui Mostow era più entusiasta.[71] Tuttavia, durante le riprese, il regista ritenne che l'aspetto e la recitazione di Bush sembrassero troppo giovanili per il ruolo.[16][80] Disse: "Ho provato tutto il possibile per farla sembrare più vecchia, ma alla fine la cinepresa non mente. Quindi ho dovuto sostituirla e mi ha spezzato il cuore perché sarebbe stato un gran trampolino di lancio per lei".[71] Dopo aver letto la sceneggiatura, Danes decise di unirsi al cast per interpretare Kate.[16] Bush fu sostituita da Danes nel maggio 2002, un mese dopo l'inizio delle riprese.[80][81] Danes iniziò le riprese il giorno dopo essere stata assunta.[82]
- Kristanna Loken interpreta T-X, la prima Terminator donna apparsa su schermo. Circa 10.000 donne fecero il provino per il ruolo.[79] Schwarzenegger inizialmente voleva che la stella del wrestling Chyna interpretasse il personaggio.[16][83] Famke Janssen successivamente emerse come la candidata più probabile per il ruolo.[16][84] Dopo l'uscita nel 2001 di Fast and Furious, fu presa in considerazione l'idea di riscrivere il personaggio come un cyborg maschile interpretato da Vin Diesel.[16][85] All'inizio del 2002 Kristanna Loken fu scelta come T-X.[86] Per il suo ruolo Loken si allenò per sei settimane[66] con pesi, combattimenti e armi.[87] Imparò inoltre il Krav Maga[66] e mise su oltre sei chili di massa muscolare.[88] Inoltre seguì una lezione di mimo per perfezionare i movimenti robotici del suo personaggio.[87]
- David Andrews interpreta il tenente generale Robert Brewster: il padre di Kate, che è anche direttore del programma della Cyber Research Systems. Sta supervisionando lo sviluppo di sistemi di difesa digitale, incluso Skynet.
- Mark Famiglietti interpreta Scott Mason, il fidanzato di Kate. Il personaggio originariamente si chiamava Scott Peterson, ma il nome fu cambiato per evitare l'associazione con un omonimo che aveva ucciso la propria moglie incinta.[89] Tuttavia nei titoli di coda il personaggio è ancora chiamato Scott Peterson.
- Earl Boen fa un cammeo interpretando il dottor Peter Silberman nella scena in cui quest'ultimo, in qualità di consulente psicotraumatico dello sceriffo, cerca di confortare Kate dopo che quest'ultima è stata rapita dal Terminator. Boen e Schwarzenegger sono gli unici attori a comparire in tutti i primi tre film della saga. Il film rappresenta anche l'ultimo ruolo come attore di Boen prima che si dedicasse unicamente alla sua carriera di doppiatore.
- Jay Acovone interpreta un agente di polizia. Kim Robillard e Mark Hicks interpretano il detective Edwards e il detective Bell. Nei dialoghi del film Bell viene identificato correttamente, tuttavia nei titoli di coda il suo nome è elencato come "Detective Martinez". Una delle controfigure di Schwarzenegger, Billy D. Lucas, interpreta un civile la cui auto viene distrutta da John.

Nel novembre 2000 Linda Hamilton dichiarò di aver rifiutato un'offerta per riprendere il suo ruolo di Sarah Connor. Hamilton disse nell'ottobre 2001 che la sceneggiatura non portava il suo personaggio in alcuna nuova direzione: "Il film è realmente incentrato sul passaggio di testimone al figlio di Sarah, John, interpretato da Eddie Furlong. È il film di Eddie – e di Arnold. Era come una situazione senza via d'uscita per me". Era anche dissuasa dal fatto che Cameron non avrebbe avuto alcun coinvolgimento nel film. Hamilton in seguito spiegò la sua decisione di non riprendere il suo ruolo: "Mi hanno offerto una parte. L'ho letta e sapevo che la storia del mio personaggio era così completa nei primi due, e nel terzo era un personaggio trascurabile. Moriva a metà e non c'era tempo per piangerla. Era un po' usa e getta, quindi ho detto no grazie". Quando Mostow firmò come regista, una delle sue condizioni era che Hamilton riprendesse il suo ruolo. Tuttavia, si rese conto che il personaggio non sarebbe cambiato molto rispetto al film precedente e che non avrebbe contribuito molto alla storia, dicendo in seguito: "Linda Hamilton è troppo importante per il franchise per farla diventare la ruota di scorta". Mostow si rese conto che John Connor avrebbe dovuto essere il fulcro della storia, sebbene la scena del mausoleo sia stata aggiunta come un modo per integrare anche il personaggio di Hamilton nella storia. Delle immagini d'archivio di Hamilton dovevano essere usate per dei flashback con Sarah Connor, sebbene non esistano scene del genere nel film finale. Mostow disse che i flashback rendevano "una storia complicata ancora più complicata".

### Riprese
Le riprese iniziarono il 15 aprile 2002. La prima notte di riprese coinvolse il Terminator di Schwarzenegger che si schianta con un veicolo contro la T-X fuori dalla clinica veterinaria, che fu costruita come un set nel quartiere Sunland-Tujunga di Los Angeles. Inizialmente, Mostow era in qualche modo titubante nel seguire le orme di Cameron come regista, ma alla fine mise da parte tali preoccupazioni e in seguito disse: "Tutti vedranno questo film e faranno dei paragoni, ma non riesco a controllarlo". A Schwarzenegger mancava lavorare con Cameron e inizialmente non aveva lo stesso tipo di fiducia in Mostow. Tuttavia, durante la prima settimana di riprese, l'attore si convinse che Mostow fosse una scelta adeguata.
Lo scenografo Jeff Mann e il suo team di 350 persone progettarono e costruirono molteplici set durante un periodo di quattro mesi prima delle riprese. I Los Angeles Center Studios furono un luogo importante per le riprese, poiché la produzione utilizzò sei teatri di posa lì. Almeno tre furono sempre occupati dal progetto durante le riprese, e a un certo punto furono utilizzati tutti. Nel giugno 2002 le scene di guida furomo girate al Rose Hills Memorial Park di Whittier. Le riprese si svolsero anche al Big Bend National Park in Texas. Alcune sequenze utilizzano più di 1.000 tracce audio simultanee.
Stahl ebbe poche scene durante le prime settimane di riprese, dandogli il tempo di lavorare sul suo fisico. Schwarzenegger si allenò durante le pause pranzo per mantenere il suo aspetto fisico. Aveva una roulotte di sei metri con una palestra all'interno, dove si sarebbe allenato nel mezzo delle riprese. L'attore eseguì personalmente molti dei suoi stunt, cosa che gli piaceva fare. Uno dei più elaborati e coreografati fu ideato da Mostow e dal coordinatore degli stunt Simon Crane. La scena vede la T-X guidare un'autogrù da 100 tonnellate lungo una strada all'inseguimento di John Connor. Durante la scena, il Terminator di Schwarzenegger si aggrappa al braccio della gru mentre gira, schiantandosi contro un edificio di vetro e un camion dei pompieri di passaggio. Quattordici cineprese furono utilizzate per la scena in cui si schianta contro l'edificio, poiché la troupe avrebbe avuto solo una possibilità di filmarla, come nel caso di molti stunt del film. Schwarzenegger si divertì a girare la scena e la definì "incredibile", affermando: "Abbiamo usato tutte le precauzioni di sicurezza, ma l'abbiamo scampata bella molte volte". L'inseguimento in strada fu girato su un set da un quarto di miglio di strade ed edifici, costruito in uno stabilimento Boeing a Downey. La resa dei conti tra i due Terminator è ambientata in un bagno in marmo e acciaio. La visione di Mostow per la scena era di avere il bagno completamente distrutto dai Terminator entro la fine della loro battaglia. La scena impiegò quattro settimane per le prove e due settimane per le riprese. All'inizio di settembre del 2002 alcune scene furono girate al San Bernardino International Airport.
Come nei film precedenti, i Terminator arrivano nudi dopo aver viaggiato nel tempo. Una delle scene di apertura del film è ambientata nel bar Desert Star, dove il Terminator di Schwarzenegger va in cerca di vestiti. La scena fu girata al bar Cowboy Palace nella valle di San Fernando. Anche il bar-ristorante Sierra Inn ad Agua Dulce fu utilizzato per le riprese in esterno del Desert Star. L'ultima scena da girare fu un'altra scena di apertura in cui la T-X arriva nuda sulla Rodeo Drive a Beverly Hills. Mostow disse che girare la scena con discrezione fu una sfida a causa della popolarità turistica della Rodeo Drive. I cineasti dovettero aspettare cinque mesi prima di ricevere finalmente l'autorizzazione per girare la scena. La strada dovette essere chiusa perché si svolgessero le riprese. Le riprese di 100 giorni proseguirono come previsto e si conclusero l'8 settembre 2002.

### Effetti speciali
Il film presenta oltre 600 inquadrature con effetti speciali, che furono creati dalla Industrial Light & Magic e da Stan Winston come per il film precedente. Winston creò gli effetti speciali del Terminator e progettò il T-1, una prima macchina Terminator che appare nella struttura della CRS verso la fine del film. Mostow disse a proposito del T-1: "Volevo rappresentare la prima generazione di robot Terminator, per mostrare dove tutto ha avuto inizio. [...] Abbiamo inventato questa macchina robotica primitiva ma mortale che è in parte carro armato, in parte robot". Winston creò cinque robot T-1 funzionanti a grandezza naturale, ciascuno controllato dall'idraulica. Il team di Winston progettò anche il telaio endoscheletrico della T-X, nonché le sue armi. Alcune sequenze che coinvolgono incendi ed esplosioni furono ritenute troppo pericolose per farle eseguire a Schwarzenegger e Loken, quindi Winston e il suo team costruirono delle repliche robotizzate degli attori a grandezza naturale per tali scene. Il ritardo nell'inizio della lavorazione diede a Winston più tempo per sviluppare i vari effetti speciali. La ILM utilizzò sculture in miniatura e CGI per creare numerosi effetti visivi per brevi scene ambientate nel futuro, raffiguranti la guerra post-apocalittica tra umani e macchine. Gli effetti della ILM includevano gli endoscheletri Terminator visti durante la guerra futura. Gli endoscheletri furono creati interamente attraverso la CGI.
Una scena impegnativa per il team degli effetti visivi si svolge in un cimitero, dove la T-X ha assunto l'aspetto del fidanzato di Kate, prima di trasformarsi nel suo aspetto originale. La scena richiese diverse inquadrature ripetute nella stessa area con l'uso di movimenti di macchina controllati che erano gli stessi per ogni inquadrature. Un'altra scena difficile raffigura l'esterno in metallo liquido della T-X che si stacca per rivelare il suo endoscheletro. Il team di effetti visivi impiegò sei mesi per sviluppare un metodo che simulasse adeguatamente la scena. Pablo Helman, supervisore degli effetti visivi della ILM, dichiarò: "Non avevamo applicazioni per la creazione e il controllo di flussi di metallo liquido, quindi abbiamo dovuto iniziare determinando la densità, il peso, la forma e la massa di questo materiale e come si sarebbe spostato a queste condizioni. È stato un processo davvero complicato". Un'altra scena mostra l'autogrù che si ribalta alla fine della sequenza dell'inseguimento stradale. Il team di produzione stabilì che sarebbe stato troppo pericoloso e poco pratico utilizzare il veicolo reale durante questa parte della sequenza, così la ILM ricreò digitalmente la gru usando delle foto del veicolo reale.
Una scena raffigura il T-101 che si apre la cavità toracica per rimuovere una batteria guasta, mentre contemporaneamente guida un camion. Per la scena, il team di Winston utilizzò le cyber scan per creare una replica del corpo di Schwarzenegger che si sarebbe seduta al posto di guida. Schwarzenegger era situato nella parte posteriore del camion e la testa e le braccia erano visibili sul sedile anteriore per dare l'impressione che fossero collegati al busto. Diverse inquadrature durante il combattimento nel bagno usarono la CGI per simulare i Terminator. Helman affermò che la scena richiese "un'enorme quantità di effetti visivi per essere realizzata e, in alcune inquadrature, ampie sezioni del bagno sono completamente generate al computer". Mostow affermò che la battaglia fu "in realtà una sequenza molto più complicata dal punto di vista degli effetti visivi di quanto il pubblico potrà mai capire". Per creare il T-101 nella sua scena finale nel film fu utilizzata una combinazione del corpo reale di Schwarzenegger, protesi e CGI.

## Colonna sonora

### Album
L'album della colonna sonora composta da Marco Beltrami (che utilizza ancora il leitmotiv della serie composto da Brad Fiedel) fu pubblicato dalla Varèse Sarabande il 24 giugno 2003.

#### Tracce
Musiche di Marco Beltrami eccetto The Terminator e I Told You.
1. A Day in the Life – 3:41
2. Hooked on Multiphonics – 1:47
3. Blonde Behind the Wheel – 2:07
4. JC Theme – 3:34
5. Starting T-1 – 1:50
6. Hearse Rent a Car – 1:48
7. T-X's Hot Tail – 3:39
8. Graveyard Shootout – 1:31
9. More Deep Thoughts – 0:58
10. Dual Terminator – 0:51
11. Kicked in the Can – 2:03
12. Magnetic Personality – 4:35
13. Termina-Tricks – 2:12
14. Flying Lessons – 0:56
15. What Do You Want on Your Tombstone? – 1:19
16. Terminator Tangle – 3:21
17. Radio – 2:23
18. T3 – 3:17
19. The Terminator (from the motion picture The Terminator) – 2:21 (Brad Fiedel)
20. Open to Me (bonus track) – 3:46 (Dillon Dixon) – Dillon Dixon
21. I Told You (bonus track) – 3:11 (Mia Julia) – Mia Julia

Durata totale: 51:10

## Promozione
Un teaser trailer essenziale del film, raffigurante il logo della Warner Bros. in metallo liquido, fu pubblicato nel luglio 2002. Il trailer completo fu pubblicato nel dicembre 2002. Nel maggio 2003 vennero organizzate diverse feste a Cannes per promuovere il film. Si tenne anche un evento pubblicitario che includeva dei robot metallici da tre metri, oltre a commenti di Schwarzenegger sul film. Le action figure dei Terminator furono prodotte dalla McFarlane Toys. Nel fine settimana dell'uscita del film, i piloti della NASCAR Jamie McMurray e Michael Waltrip guidarono delle auto con il marchio "T3" durante le gare sul Daytona International Speedway. Le auto presentavano le immagini dei personaggi di Schwarzenegger e Loken.

## Distribuzione
Terminator 3 - Le macchine ribelli fu presentato in anteprima al Mann Village Theater di Westwood il 30 giugno 2003. Negli Stati Uniti il film fu distribuito dalla Warner Bros. in 3.504 cinema il 2 luglio 2003. Le proiezioni stampa del film furono molto limitate prima della sua uscita.

### Data di uscita
Le date di uscita internazionali nel corso del 2003 sono state:
- 2 luglio negli Stati Uniti e in Canada
- 3 luglio in Porto Rico e Russia (Терминатор 3: Восстание машин)
- 4 luglio in Colombia (Terminator 3: La rebelión de las máquinas) e Kazakistan
- 8 luglio in Argentina (Terminator 3: La rebelión de las máquinas)
- 9 luglio nelle Filippine
- 10 luglio a Hong Kong, in Malaysia e a Singapore
- 11 luglio in Estonia (Terminaator 3: Masinate mäss) e Tailandia
- 12 luglio in Giappone
- 15 luglio in Kuwait
- 16 luglio negli Emirati Arabi Uniti, in Bahrein, nella Repubblica di Macedonia e in Qatar
- 17 luglio in Australia, Paesi Bassi, Nuova Zelanda e Taiwan
- 18 luglio in Islanda (Tortímandinn 3: Ris Maskínanna)
- 23 luglio in Svizzera e Danimarca
- 24 luglio in Libano e Perù (Terminator 3: La rebelión de las máquinas)
- 25 luglio in Bulgaria (Терминатор 3: Бунт на машините), India, Corea del Sud, Messico (Terminator 3 - La rebelión de las máquinas), Panama, Portogallo (Exterminador Implacável 3 - Ascensão das Máquinas) e Turchia (Terminatör 3 - Makinelerin yükselisi)
- 30 luglio in Spagna (Terminator 3: La rebelión de las máquinas) e Svezia
- 31 luglio in Germania (Terminator 3 - Rebellion der Maschinen), Israele e Slovenia (Terminator 3: Vstaja strojev)
- 1º agosto in Austria (Terminator 3 - Rebellion der Maschinen), Brasile (O Exterminador do Futuro 3: A Rebelião das Máquinas), Finlandia (Terminator 3: Koneiden kapina), Regno Unito, Irlanda e Sudafrica
- 6 agosto in Belgio e Francia (Terminator 3 - Le soulèvement des machines)
- 7 agosto in Repubblica Ceca (Terminátor 3: Vzpoura stroju) e Slovacchia (Terminátor 3: Vzbura strojov)
- 8 agosto in Polonia (Terminator 3: Bunt maszyn) e Romania (Terminatorul 3: Suprematia Robotilor)
- 12 agosto in Oman
- 13 agosto a Malta
- 15 agosto in Norvegia
- 20 agosto in Giordania
- 21 agosto in Ungheria (Terminátor 3. - A gépek lázadása)
- 22 agosto in Grecia (Εξολοθρευτής 3: Η εξέγερση των μηχανών) e Lituania (Terminatorius 3: masinu prisikelimas)
- 27 agosto in Egitto e Venezuela (Terminator 3: La rebelión de las máquinas)
- 19 settembre in Italia

### Edizione italiana
Il doppiaggio italiano del film fu eseguito dalla Sefit-CDC e diretto da Manlio De Angelis su dialoghi di Elettra Caporello. Rispetto al film precedente, in seguito al cambio di attore, il personaggio di John Connor non fu più doppiato da Fabrizio Manfredi (che invece dà voce a un ingegnere) ma da Christian Iansante.

### Edizioni home video
Il film fu distribuito in VHS e DVD a due dischi in America del Nord l'11 novembre 2003 e in Italia il 3 dicembre. Il primo disco include come extra due commenti audio, mentre il secondo un making of e vari altri dietro le quinte e scene eliminate. Il 12 maggio 2009 il DVD fu ristampato in America del Nord in versione monodisco.
In America del Nord il film fu pubblicato in HD DVD il 26 settembre 2006; questa versione include un nuovo commento audio e mantiene gran parte degli extra dell'edizione DVD, ma il making of è sostituito da una "In-Movie Experience". Il 18 dicembre 2007 il film fu distribuito in una analoga edizione in Blu-ray Disc, sebbene nelle prime stampe il film fosse presentato erroneamente in 1080i. Il BD fu distribuito in Italia il 12 maggio 2009 e ristampato in steelbook il 7 giugno 2017.

## Accoglienza

### Incassi
Nel suo fine settimana di apertura il film guadagnò 44041440 $, piazzandosi al primo posto. Complessivamente il film incassò 150371112 $ in Nordamerica e 283000000 $ nel resto del mondo, per un incasso globale di 433371112 $.

### Critica
Terminator 3 - Le macchine ribelli ricevette recensioni generalmente favorevoli dalla critica. Il 70% delle 207 recensioni raccolte dal sito Rotten Tomatoes sono positive, con un voto medio di 6,60/10. Il consenso recita: "Sebbene T3 non raggiunga mai le vette del secondo film, è una gradita aggiunta al franchise di Terminator". Su Metacritic il film ha ricevuto un punteggio di 66 su 100 sulla base di 41 recensioni.
A. O. Scott di The New York Times disse che Terminator 3 "è essenzialmente un film di serie B, soddisfatto di essere rumoroso, stupido e ovvio". Roger Ebert diede al film due stelle e mezza, sottolineando che è "essenzialmente un lungo 'caccia e lotta', punteggiato da dialoghi comici, camp o semplicistici".

## Riconoscimenti
- 2004 – Saturn Award
  - Candidato per il miglior film di fantascienza
  - Candidato per la miglior attrice non protagonista a Kristanna Loken
  - Candidato per il miglior trucco a Jeff Dawn e John Rosengrant
  - Candidato per i migliori effetti speciali a Pablo Helman, Danny Gordon Taylor, Allen Hall e John Rosengrant
- 2004 – ASCAP Award
  - Top Box Office Films a Marco Beltrami
- 2003 – California on Location Awards
  - Assistente responsabile delle location dell'anno a Leann Emmert
- 2003 – Golden Schmoes Awards
  - Miglior film di fantascienza
  - Migliori effetti speciali
  - Miglior scena d'azione
  - Miglior battuta
- 2004 – Hollywood Makeup Artist and Hair Stylist Guild Awards
  - Candidato per la miglior acconciatura contemporanea a Peter Tothpal e Cydney Cornell
- 2004 – Golden Reel Award
  - Candidato per il miglior montaggio sonoro negli effetti sonori a Stephen Hunter Flick, Matthew C. Beville, Steven Ticknor, Ken Fischer, Jason W. Jennings, Paula Fairfield, Donald Flick, Carla Murray e Ben Wilkins
- 2004 – MTV Movie Awards[132]
  - Candidato per la miglior sequenza d'azione
- 2004 – Phoenix Film Critics Society Awards
  - Candidato per i migliori effetti speciali a Pablo Helman, Danny Gordon Taylor, Allen Hall e John Rosengrant
- 2003 – Rondo Hatton Classic Horror Awards
  - Candidato per il miglior film di genere a Jonathan Mostow
- 2004 – Satellite Award
  - Candidato per i migliori effetti visivi a Pablo Helman, Danny Gordon Taylor, Allen Hall e John Rosengrant
- 2004 – Teen Choice Awards[133]
  - Candidato per Attore preferito - Azione/Dramma ad Arnold Schwarzenegger
- 2004 – Visual Effects Society Awards
  - Candidato per la miglior fotografia di effetti visivi a Pat Sweeney, Mike Bienstock e Grady Cofer
- 2004 – Taurus World Stunt Awards
  - Candidato per il miglior lavoro con un veicolo
  - Candidato per il miglior coordinatore di stunt a Simon Crane
  - Candidato per il miglior stunt femminile assoluto ad Alisa Hensley
  - Candidato per il miglior stunt maschile assoluto

## Altri media

### Videogiochi
La Atari pubblicò tre videogiochi basati sul film. Un videogioco d'azione omonimo per Xbox, PlayStation 2 e Game Boy Advance, uno sparatutto in prima persona intitolato Terminator 3: War of the Machines per PC e Terminator 3: The Redemption per Xbox, PlayStation 2 e Nintendo GameCube.

### Fumetti
Da luglio a dicembre del 2003 la Beckett Comics pubblicò una serie a fumetti basata sul film, divisa in tre storie: Before the Rise è un prequel al film, Eyes of the Rise ne costituisce l'adattamento e Fragmented è un sequel.
In Giappone un ulteriore adattamento cartaceo del film in stile manga realizzato da Ark Performance, venne pubblicato il 25 dicembre 2003 in un unico tankōbon dalla Kadokawa Shoten. Tra il 2007 e il 2009 la Dynamite Entertainment pubblicò due miniserie che fanno da sequel al film, Terminator: Infinity e Terminator: Revolution; la prima è anche un crossover con Painkiller Jane.